# 東勝彦
東 勝彦（ひがし かつひこ、1987年10月27日 - ）は、石川県出身のプロバスケットボール選手である。ポジションはガード。178cm、70kg。

## 来歴
金沢桜丘高校から金沢大学を経て、卒業後の2010年4月、富山グラウジーズの練習生となる。同年10月にプロ選手契約。bjリーグ 2010-11シーズンの28試合に出場し、1試合平均3.1得点を記録。

## 経歴
- 金沢桜丘高校 - 金沢大学 - 富山グラウジーズ（2010年〜2011年） - 石川ブルースパークス（2012年～）